# Sportclub Eendracht Aalst
L'Sportclub Eendracht Aalst és un club de futbol belga de la ciutat d'Aalst, Flandes Oriental.

## Història
El club va ser fundat el 1919 amb el nom de KSC Eendracht Aalst. El 2002 entrà en liquidació i es refundà com a SC Eendracht Aalst 2002. El 2011 esdevingué SC Eendracht Aalst. Té el número de matrícula 90.
El club també disposa de secció de futbol femení. and played his homematches in the Jeugdcentrum Zandberg.

## Palmarès
- Segona divisió belga de futbol: 
  - 1991, 1994
- Tercera divisió belga de futbol: 
  - 2010-11

## Entrenadors destacats
| - Jan Ceulemans - Wim De Coninck - Maurice De Schrijver - Patrick De Wilde - Etienne De Wispelaere - Manu Ferrera - Georges Heylens - Urbain Haesaert | - Luc Limpens - Alain Merckx - Lorenzo Staelens - Gilbert Bodart - Gaston Van Der Elst - Geert Van Roy - Michel Verschueren (ent. físic) | - Laszlo Fazekas - Henk Houwaert - Barry Hulshoff - Tomislav Ivic |

## Participacions europees
| Temporada | Competició      | Ronda | País | Club         | Casa | Fora | Agregat |
| --------- | --------------- | ----- | ---- | ------------ | ---- | ---- | ------- |
| 1995-96   | Copa de la UEFA | 1     | BUL  | Levski Sofia | 1–0  | 2–1  | 3–1     |
|           |                 | 2     | ITA  | A.S. Roma    | 0–0  | 0–4  | 0–4     |